# Xiphocarididae
Xiphocarididae is een familie van kreeftachtigen uit de klasse van de Malacostraca (hogere kreeftachtigen).

## Geslacht
- Xiphocaris von Martens, 1872